# Oksbøl (Ves)
 For alternative betydninger, se Oksbøl (flertydig). (Se også artikler, som begynder med Oksbøl)
Oksbøl (dansk) eller Oxbüll (tysk) er en landsby beliggende øst for Flensborg og syd for Lyksborg i det nordlige Angel i Sydslesvig. Administrativt hører landsbyen under Ves i Slesvig-Flensborg kreds i den nordtyske delstat Slesvig-Holsten. I kirkelig henseende hører Oksbøl under Munkbrarup Sogn (Munkbrarup Herred, oprindelig Husby Herred). Nabobyer er Ves, Ulstrup, Munkbrarup og Rosgaard. Oksbøl består af Oksbøl-Nord og -Syd, adskilt af forbundsvejen B 199 (Nordgade). 
Oksbøl blev første gang nævnt i 1622 som Ousbull. Den sønderjyske/angeldanske udtale er Awsbøl. Stednavnet er formodentlig afledt af okse, måske af olddansk *ux(n)abøli. Der er flere gravhøje i området omkring landsbyen. Syd for Oksbøl lå tidligere den nu forsvundne landsby Rubøl. Stednavnet indgår nu i marknavnet Rubølled (Rubelei), tidligere fandtes der Rubølled Kro. Landsbyen Oksbøl var dansk indtil 1864. Ved folkeafstemningen om Slesvigs statslige tilhørsforhold i 1920 stemte 130 af Oksbøls indbyggere tysk og 14 dansk.